# Anglo-arabo sardo
L'anglo-arabo sardo è una razza equina che viene allevata da più di un secolo in Sardegna allo stato semibrado. Non è una razza autoctona in quanto non sono stati trovati fossili che testimoniano la sua presenza nel territorio sardo. È bensì originaria della continente asiatico ed è stata importata dalle popolazioni greche tra il IV e V secolo a.C. Questo esemplare deriva da prove effettuate incrociando stalloni purosangue inglese e purosangue arabo con fattrici di razze locali sarde, anglo-arabe e purosangue inglese. Per essere considerato Anglo-arabo Sardo deve avere almeno un 25% di sangue arabo.

## Storia
L'evoluzione del cavallo sardo ha avuto origine a partire dall'espansione dei Mori, accentuata dall'imperatore Ferdinando II d'Aragona che incrociò, alla fine del 1400, stalloni arabi con andalusi. ma soltanto con l'importazione saracena le giumente indigene sarde furono incrociate con i cavalli Arabi. Un impulso positivo all'allevamento venne dato da Filippo V che vietò l’emigrazione dei cavalli dall'isola. Ma è soltanto durante il regno dei Savoia che iniziò a nascere l’attuale anglo-arabo. Un grosso contributo al miglioramento della razza lo si deve all'istituzione nel 1874 del Regio Deposito Stalloni della Sardegna. È un cavallo creato e perfezionato dalla cavalleria dell'esercito italiano, in grado di fare anche 100 km al giorno, e per questo definito "l'arma di cavalleria dell'esercito". In particolare fu il capitano Grattarola, direttore del Deposito stalloni, che nel 1915 permise l'incrocio con purosangue inglese e arabo con le 600 migliori fattrici selezionate in Sardegna, utilizzando stalloni Abbajan Sciarragh, Talata u Kamsin ed Etnen u Kamsin derivanti dalle tribù del deserto beduino.Contemporaneamente all'attività di selezione effettuata in Sardegna, l'Anglo Arabo si sviluppò notevolmente anche in Francia dove di fatto nacque ufficialmente la razza Anglo Arabo a seguito della creazione dello Stud Book. Questa razza si sviluppò in tutto il continente europeo e perciò si sentì la necessità di creare un organismo di tutela internazionale della razza Anglo Araba e uniformarne gli standard di razza. La Sardegna, in veste di maggior produttrice di soggetti di questa razza, rappresentò l'Italia e nella prima vera Conferenza Internazionale del Cavallo Anglo Arabo (CIAA) tenutasi nel 1993 vennero siglati degli accordi tra i Paesi interessati ed inoltre vennero stabilite le regole per la selezione e lo standard ufficiale della razza. Tutti i Paesi partecipanti dovettero rinunciare a specifiche definizioni nazionali o locali della razza. Avvenne questo anche in Italia dove l’Anglo Arabo Sardo venne rinominato Anglo Arabo.

## Utilizzo
Questa razza si distingue per le eccellenti doti come cavallo sportivo da competizione: si presta in discipline come il completo (che include cross country, salto ostacoli e dressage), le corse al galoppo e l'endurance, coprendo lunghe distanze, anche di 120 km. È impiegato per passeggiate in campagna, viste le ottime caratteristiche fisiche e psichiche dovute alla tecnica di allevamento allo stato semibrado: oltre a non temere pericoli esterni, nutre fiducia nei confronti dell'essere umano. Molti esemplari di Anglo-arabo competono nel Palio di Siena e sono andati a sostituire i Purosangue inglese, in quanto strutturalmente poco robusti e soggetti a fratture degli arti. Infine, assume grande importanza nella feste tradizionali sarde quali la Sartiglia di Oristano, la Cavalcata Sarda e l'Ardia di Sedilo.
Alcuni esemplari vengono impiegati nel Reggimento dei Carabinieri a Cavallo, selezionando soggetti provenienti dai migliori allevamenti nazionali in base alle loro specifiche caratteristiche fisiche, morfologiche, colore del manto, prestazioni e carattere in modo da ottenere cavalli idonei a pattuglie, caroselli ed operazioni di ordine pubblico. 

## Morfologia
- Tipo: dolicomorfo
- Mantello: composto da peli corti e sottili, si presenta lucente. I mantelli maggiormente rappresentati sono: baio e sauro con una minoranza di grigio.
- Altezza al garrese: Viene distinto in tre tipi; quello di piccola taglia (156–158 cm), quello di taglia media (158–165 cm) e quello di taglia grande (oltre 165 cm)
- Peso: 450 – 550 kg.
- Carattere: vivace, nevrile e coraggioso.Esemplare di Anglo-arabo sardo dal mantello grigio.

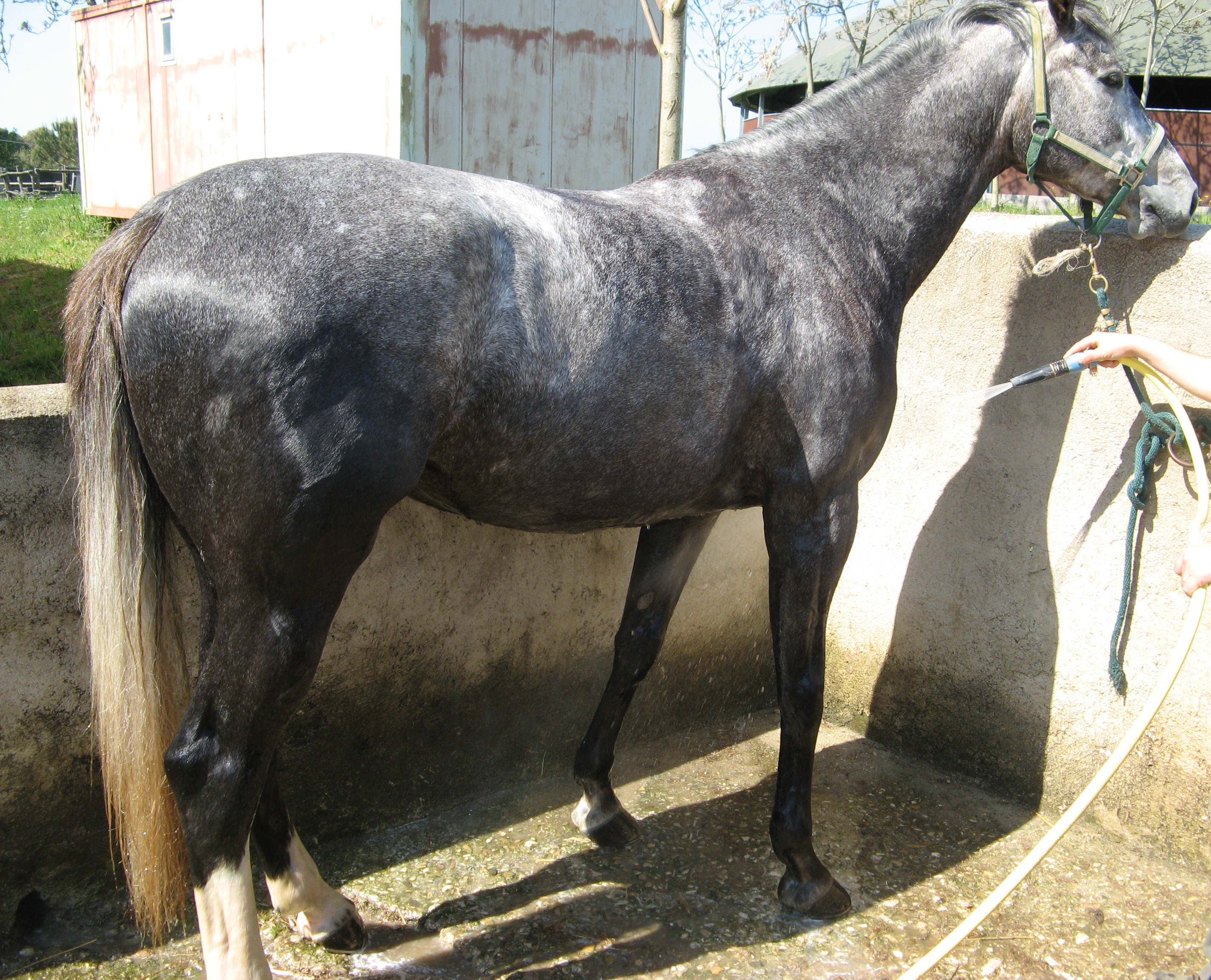
Esemplare di Anglo-arabo sardo dal mantello grigio.

La testa si presenta quadrata, leggera, a profilo rettilineo, con orecchie piccole e mobili, occhi grandi ed espressivi. Narici ampie. Il collo è leggero e ben attaccato, il garrese risulta ben pronunciato, la linea dorso-lombare diritta o leggermente insellata, la groppa è di giusta inclinazione e la coda è ricca di crini e ben attaccata. Gli arti sono solidi, con stinchi sottili ma resistenti, tendini ben staccati, pastorali di giusta inclinazione e lunghezza, piede di giuste proporzioni con zoccoli proporzionati che vantano una notevole robustezza. Pelle fine, pastosa ed elastica. Crini abbondanti e piuttosto lunghi. Esemplari dalle forme armoniose e slanciate, di costituzione vigorosa e robusta con ponderato sviluppo muscolare. Può raggiungere velocità sostenute in ottimali condizioni di allenamento. Spiccata precocità sessuale abbinata ad una notevole prolificità. Questa razza vanta inoltre di un'eccezionale capacità di acclimatamento e rusticità. L'anglo-arabo Sardo è immune alle malattie trasmesse dalle zecche, in quanto è allevato nella regione sarda, dove il parassita è eccessivamente presente. Questo ha consentito alla razza di sviluppare resistenza alla patologia.

### Temperamento
Gli esemplari di questa razza sono noti per il loro temperamento vivace e sfaccettato. Sono scattanti e sensibili alla competizione ma allo stesso tempo reagiscono abbastanza bene allo stress. A causa della loro nevrilità esigono l'esperienza di cavalieri preparati e non sono perciò adatti a principianti.  Spiccano per la loro innata eleganza, il portamento fiero e l'atteggiamento nobile. Nel complesso si presenta un cavallo non adatto a tutti ma un potenziale compagno di soddisfazioni per chi arriva a comprenderlo.